# Matías Cóccaro
Matías Fernando Cóccaro Ferreira, noto semplicemente come Matías Cóccaro (Pirarajá, 15 novembre 1997), è un calciatore uruguaiano, attaccante dell'Atlas in prestito dal CF Montréal.

## Caratteristiche tecniche
È un centravanti.

## Carriera
Ha debuttato fra i professionisti il 17 febbraio 2018 disputando con il Rampla Juniors l'incontro di Primera División Profesional perso 4-1 contro il Progreso.
Il 31 gennaio 2024 viene ingaggiato dal CF Montréal, club militante in Major League Soccer, con cui firma un contratto triennale con l'opzione di estenderlo per ulteriori due stagioni. Ha concluso la prima stagione con 22 presenze e quattro reti in campionato.
Il 4 gennaio 2025 viene ceduto in prestito annuale con opzione di riscatto all'Atlas, club della prima divisione messicana.